# 第27届评论家选择电影奖
第27届评论家选择电影奖（英語：27th Critics' Choice Awards）為評論家選擇協會表彰2021年电影行业杰出成绩的活動，与第12届评论家选择电视奖同時举办。典礼在美国加利福尼亚州费尔蒙世纪广场酒店举行。
典礼由泰·迪哥斯和妮可·拜爾主持，CW电视网和TBS转播；这是泰·迪哥斯第四次主持。提名名单于2021年12月13日公布。
典礼原訂于2022年1月9日，但因COVID-19的Omicron疫情升溫而在2021年12月22日宣布推遲。2022年1月13日，宣布典礼于3月13日举行。
《犬山記》贏得最佳電影、最佳導演等四項大獎，《贝尔法斯特》與《沙丘》以三項獎座居次。

## 提名与获奖名单
| 最佳电影 - 《犬山記》 - 《贝尔法斯特》 - 《健听女孩》 - 《千萬別抬頭》 - 《沙丘》 - 《王者理查》 - 《甘草比萨》 - 《玉面情魔》 - 《倒數時刻》 - 《西城故事》                                            | 最佳導演 - 珍·康萍 – 《犬山記》 - 保羅·湯瑪斯·安德森 – 《甘草比萨》 - 簡尼夫·班納 – 《贝尔法斯特》 - 吉勒摩·戴托羅 – 《玉面情魔》 - 斯蒂芬·斯皮尔伯格 – 《西城故事》 - 丹尼斯·维勒弗 – 《沙丘》                                                                             |

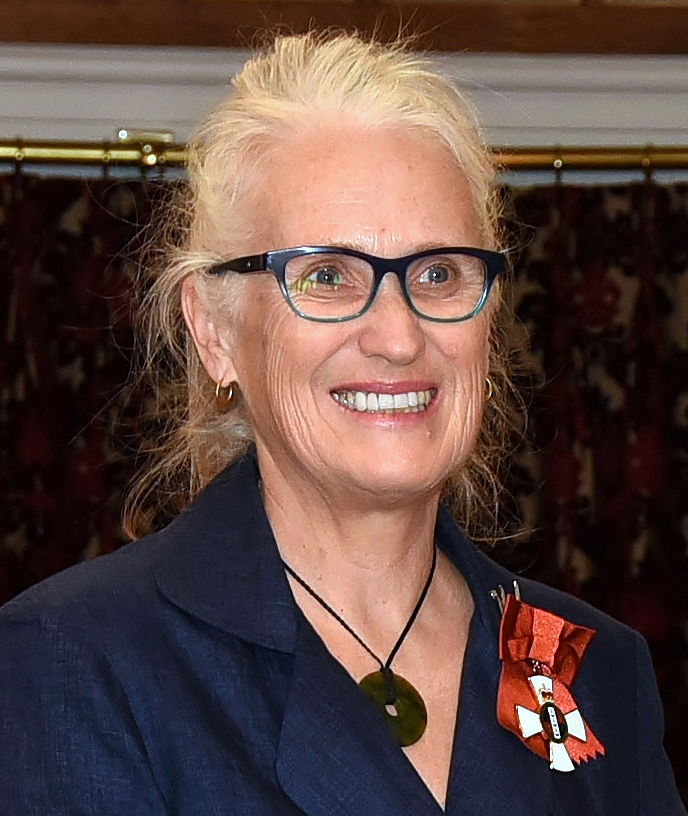
最佳導演、改編劇本：珍·康萍

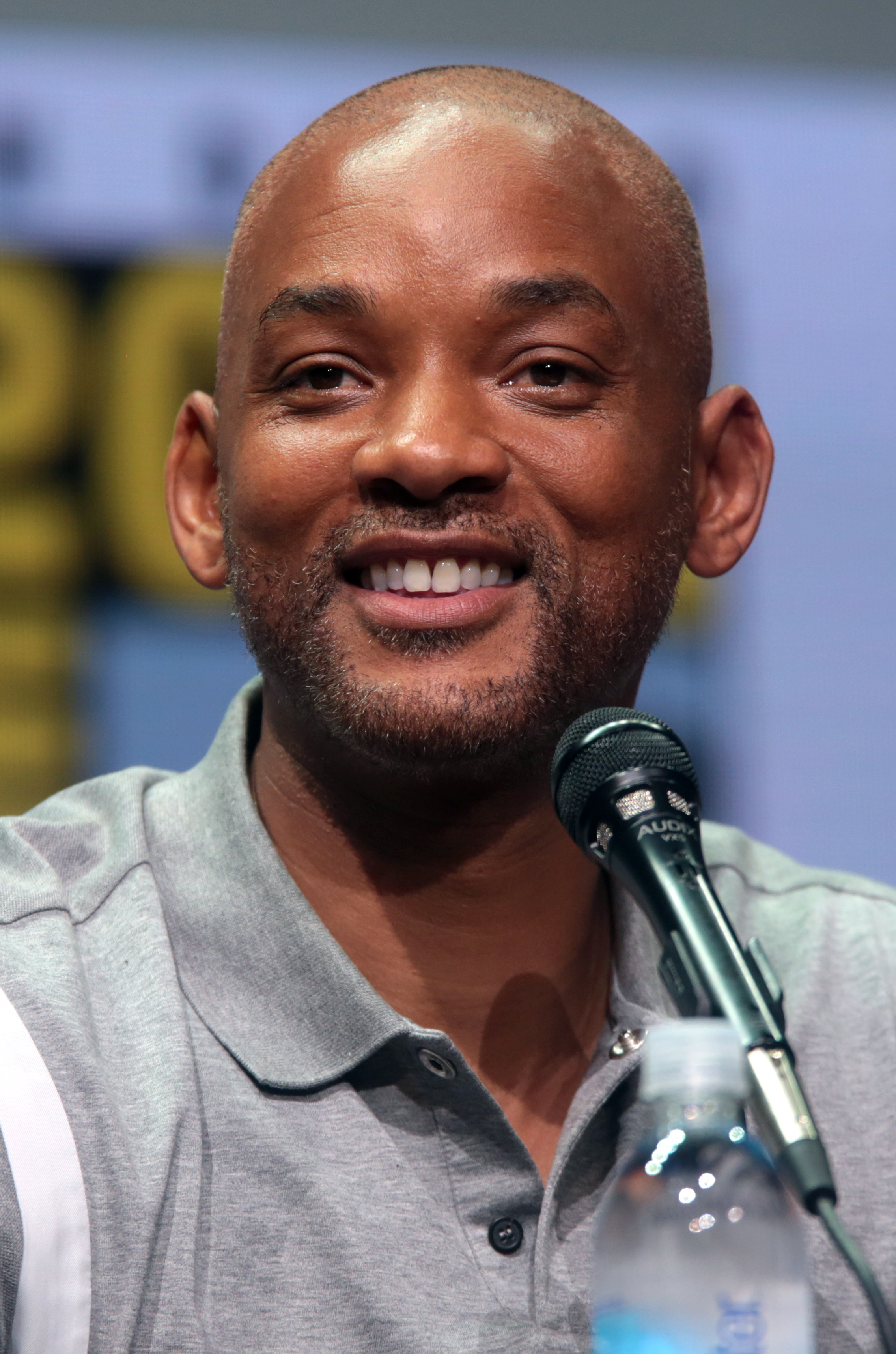
最佳男主角：威爾·史密斯

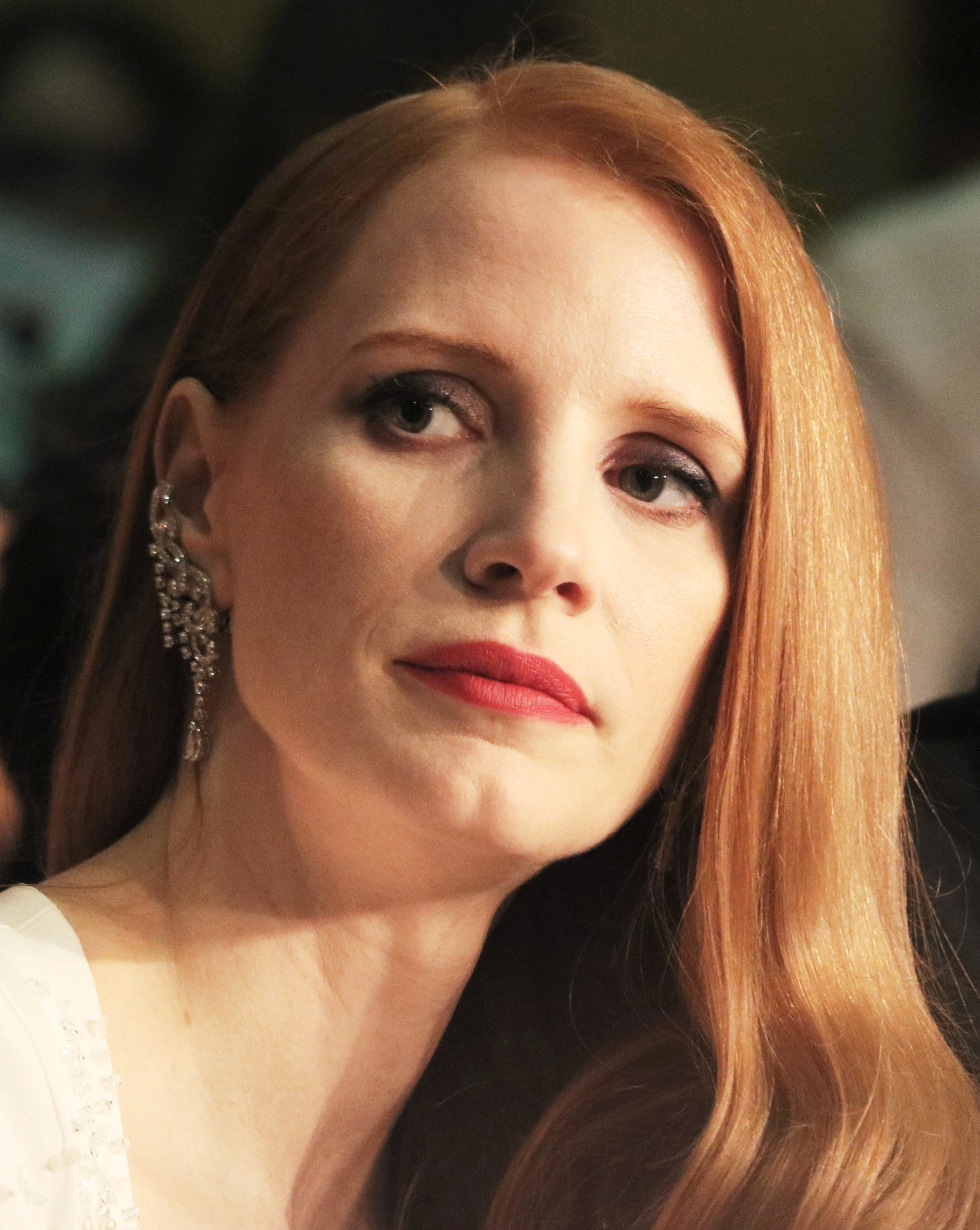
最佳女主角：杰西卡·查斯坦

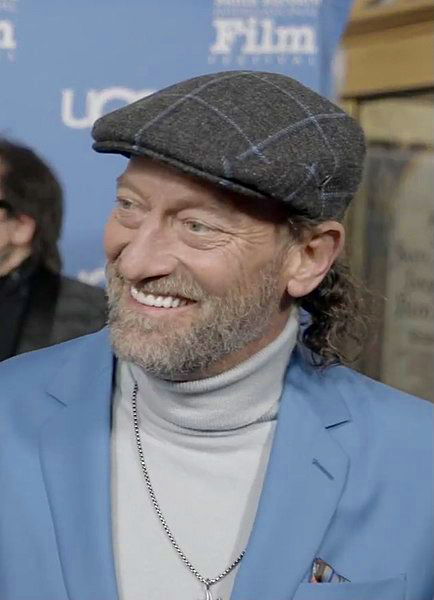
最佳男配角：特洛伊·科特蘇爾

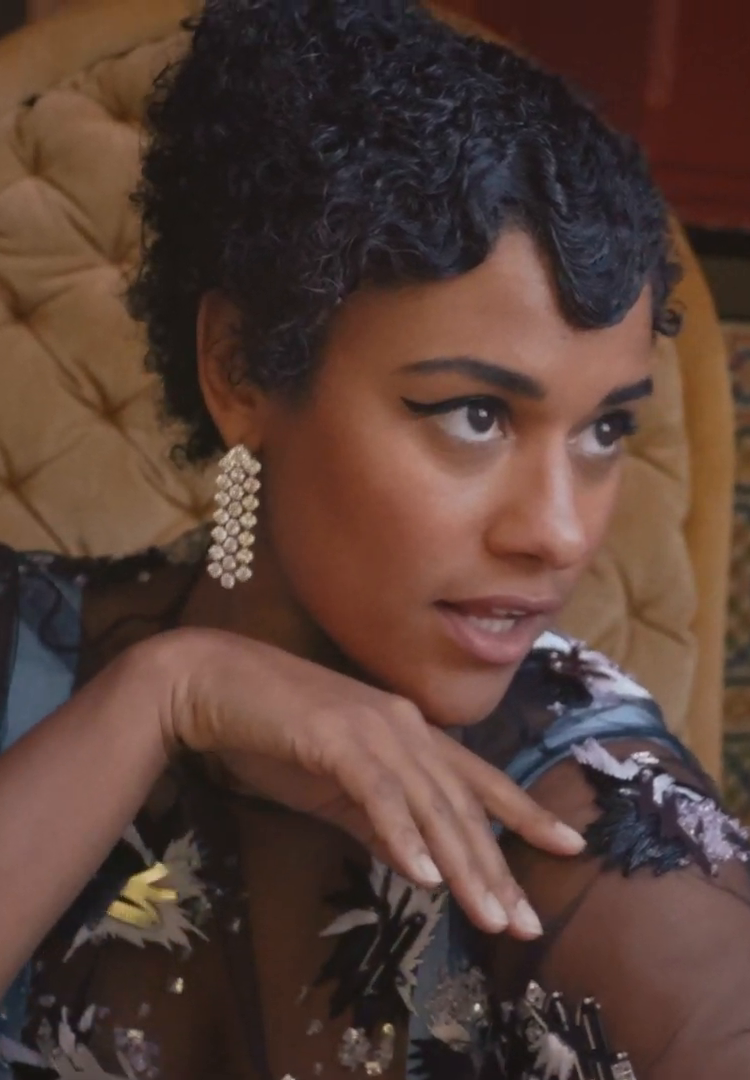
最佳女配角：亞莉安娜·黛博塞

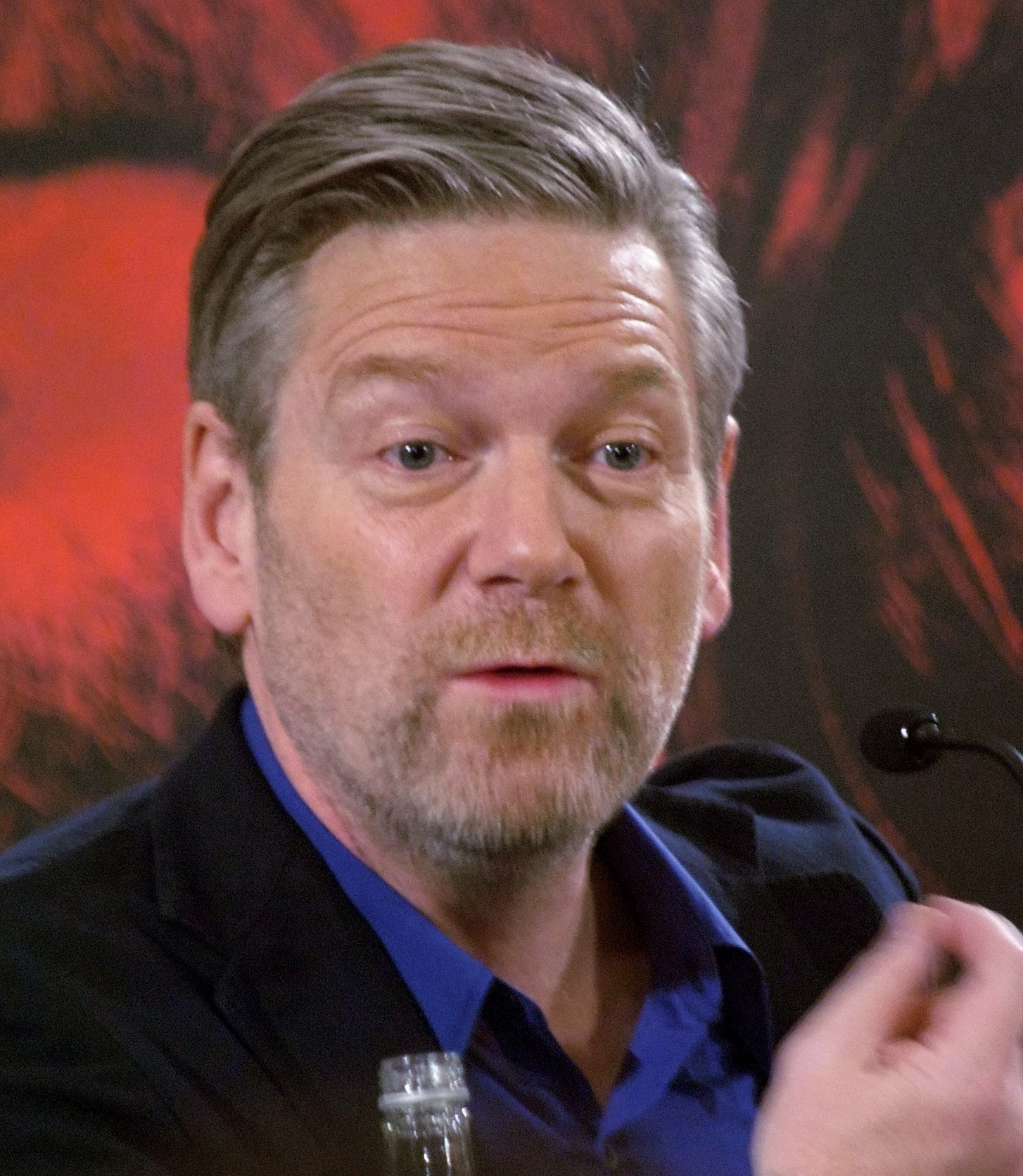
最佳原創劇本：簡尼夫·班納

| 最佳男主角 - 威爾·史密斯 – 《王者理查》 - 尼古拉斯·凯奇 – 《豬殺令》 - 班奈狄克·康柏拜區 – 《犬山記》 - 彼特·丁拉基 – 《情聖西哈諾》 - 安德魯·加菲爾德 – 《倒數時刻》 - 丹泽尔·华盛顿 – 《馬克白》      | 最佳女主角 - 杰西卡·查斯坦 – 《神聖電視台》 - 奧莉薇雅·柯爾曼 – 《暗处的女儿》 - Lady Gaga – 《Gucci：豪門謀殺案》 - 艾拉娜·海姆 – 《甘草比萨》 - 妮可·基嫚 – 《里卡多一家》 - 克莉絲汀·史都華 – 《史賓賽》                                                                 |
| 最佳男配角 - 特洛伊·科特苏尔 – 《健听女孩》 - 傑米·道南 – 《贝尔法斯特》 - 希朗·漢德 – 《贝尔法斯特》 - 杰瑞德·莱托 – 《Gucci：豪門謀殺案》 - J·K·西蒙斯 – 《里卡多一家》 - 寇帝·史密-麥菲 – 《犬山記》 | 最佳女配角 - 阿丽亚娜·德博斯 – 《西城故事》 - 凯特瑞娜·巴尔夫 – 《贝尔法斯特》 - 安·多德 – 《弥撒》 - 克斯汀·鄧斯特 – 《犬山記》 - 安潔紐·艾莉絲 – 《王者理查》 - 麗塔·莫瑞諾 – 《西城故事》                                                                                |
| 最佳年輕演員 - 裘德·希尔 – 《贝尔法斯特》 - 库柏·霍夫曼 – 《甘草比萨》 - 艾蜜莉雅·瓊斯 – 《健听女孩》 - 伍迪·诺曼（Woody Norman） – 《呼朋引伴》 - 萨尼雅·西德尼 – 《王者理查》 - 瑞秋·曾格勒 – 《西城故事》        | 最佳整體演出 - 《贝尔法斯特》 - 《千萬別抬頭》 - 《復仇之淵》 - 《甘草比萨》 - 《犬山記》 - 《西城故事》 |
| 最佳原创剧本 - 簡尼夫·班納 – 《贝尔法斯特》 - 保羅·湯瑪斯·安德森 – 《甘草比萨》 - 扎克·貝林（Zach Baylin） – 《王者理查》 - 亞當·麥凱和戴维·西罗塔 – 《千萬別抬頭》 - 艾倫·索金 – 《里卡多一家》                   | 最佳改编剧本 - 珍·康萍 – 《犬山記》 - 瑪姬·吉倫荷 – 《暗处的女儿》 - 席安·海德 – 《健听女孩》 - 東尼·庫許納 – 《西城故事》 - 喬·斯派茨、丹尼斯·维勒弗和艾瑞克·羅斯 – 《沙丘》                                                                                               |
| 最佳攝影 - 阿黎·韋格納– 《犬山記》 - 布魯諾·戴邦奈爾 – 《馬克白》 - 格雷格·弗萊瑟 – 《沙丘》 - 亞努斯·卡明斯基 – 《西城故事》 - 丹·羅斯特辛 – 《玉面情魔》 - 哈里斯·傑姆巴魯克斯 – 《贝尔法斯特》       | 最佳美術指導 - 祖珊娜·西波斯（Zsuzsanna Sipos）和帕特里斯·弗米特 – 《沙丘》 - 吉姆·克雷（Jim Clay）和克莱尔·尼娅·理查兹（Claire Nia Richards） – 《贝尔法斯特》 - 瑞納·迪安基洛和亚当·斯托克豪森 – 《法蘭西特派週報》 - 瑞納·迪安基洛和亚当·斯托克豪森 – 《西城故事》 - 塔瑪拉·德夫雷爾（Tamara Deverell）和沙恩·維埃 – 《玉面情魔》 |
| 最佳剪接 - 莎拉·布羅沙（Sarah Broshar）和迈克尔·卡恩 – 《西城故事》 - 烏娜·妮·唐海爾 – 《贝尔法斯特》 - 安迪·尤爾根森（Andy Jurgensen） – 《甘草比萨》 - 彼得·西貝拉斯（Peter Sciberras） – 《犬山記》 - 喬·沃克 – 《沙丘》                       | 最佳服裝設計 - 珍妮·碧万 – 《時尚惡女：庫伊拉》 - 罗伯特·摩根（Robert Morgan）和杰奎琳·韦斯特 – 《沙丘》 - 路易斯·塞奎拉 – 《玉面情魔》 - 保罗·塔兹韦尔 – 《西城故事》 - 詹蒂·叶茨 – 《Gucci：豪門謀殺案》                                                                               |
| 最佳化妝與髮型設計 - 《神聖電視台》 - 《時尚惡女：庫伊拉》 - 《沙丘》 - 《Gucci：豪門謀殺案》 - 《玉面情魔》                                                                                            | 最佳視覺效果 - 《沙丘》 - 《駭客任務：復活》 - 《玉面情魔》 - 《007：生死交戰》 - 《尚氣與十環傳奇》 |
| 最佳電影配樂 - 漢斯·季默 – 《沙丘》 - 尼可拉斯・布泰爾 – 《千萬別抬頭》 - 强尼·格林伍德 – 《犬山記》 - 強尼·格林伍德 – 《史賓賽》 - 内森·约翰逊 – 《玉面情魔》                                          | 最佳電影原創歌曲 - "无暇赴死" – 《007：生死交戰》 - "Be Alive" – 《王者理查》 - "Dos Oruguitas" – 《奇幻魔法屋》 - "Guns Go Bang" – 《復仇之淵》 - "Just Look Up" – 《千萬別抬頭》                                                                                          |
| 最佳喜劇電影 - 《甘草比萨》 - 《瞎趴姐妹》 - 《千萬別抬頭》 - 《脫稿玩家》 - 《法蘭西特派週報》 | 最佳动画 - 《米家大戰機器人》 - 《奇幻魔法屋》 - 《漂浪人生》 - 《路卡的夏天》 - 《尋龍使者：拉雅》 |
| 最佳外語片 - 《驾驶我的车》（ 日本） - 《一个英雄》（ 伊朗） - 《漂浪人生》（ 丹麦） - 《上帝之手》（ 義大利） - 《世界上最糟糕的人》（ 挪威）                                                          | |

## 多项提名和获奖电影
| 提名数 | 影片                  |
| ------ | --------------------- |
| 11     | 《贝尔法斯特》        |
| 11     | 《西城故事》          |
| 10     | 《沙丘》              |
| 10     | 《犬山記》            |
| 8      | 《甘草比萨》          |
| 8      | 《玉面情魔》          |
| 6      | 《千萬別抬頭》        |
| 6      | 《王者理查》          |
| 4      | 《健听女孩》          |
| 4      | 《Gucci：豪門謀殺案》 |
| 3      | 《里卡多一家》        |
| 2      | 《時尚惡女：庫伊拉》  |
| 2      | 《奇幻魔法屋》        |
| 2      | 《神聖電視台》        |
| 2      | 《漂浪人生》          |
| 2      | 《法蘭西特派週報》    |
| 2      | 《復仇之淵》          |
| 2      | 《暗处的女儿》        |
| 2      | 《007：生死交戰》     |
| 2      | 《史賓賽》            |
| 2      | 《倒數時刻》          |
| 2      | 《馬克白》            |

| 得獎数 | 电影           |
| ------ | -------------- |
| 4      | 《犬山記》     |
| 3      | 《贝尔法斯特》 |
| 3      | 《沙丘》       |
| 2      | 《神聖電視台》 |
| 2      | 《西城故事》   |